# ДНК-машина
ДНК-машина является молекулярной машиной, сделанной из молекул ДНК. Впервые исследования относительно ДНК-машин были проведены в конце 1980-х годов Надрианом Симэном и сотрудниками Нью-Йоркского университета. Использование ДНК обусловлено высоким количеством инструментов, способных изменить его структуру, а также тем, что свойствам ДНК уделено множество научных работ по биохимии.
Для создания ДНК-машин используются принципы нанотехнологий на основе ДНК.
ДНК-машины могут быть логически собраны из двойных спиралей ДНК, основываясь на строгих правилах связывания нуклеотидов, что позволяет с высокой степенью предсказывать структуру будущей молекулы. Это свойство нуклеотидов является ключевым преимуществом в строительстве ДНК-машин.
Пример ДНК-машины был описан Бернардом Йорки вместе с сотрудниками Lucent Technologies в 2000-м году. Йорки сконструировал из ДНК «молекулярные пинцеты».